# خربة وطن (النقب)
خربة الوطن هي، قرية فلسطينية في النقب غير مُعترف بها حيث تقع جنوبي شارع 31. يقطن القرية حوالي 3200 مواطن. تأسّست قرية خُربة الوطن قبل قيام دولة إسرائيل، وسُمّيت على اسم الخُربة المعروفة في المكان "خُربة الوطن" ، وتضمّ القرية تجمعًا لعدة عائلات عربية كبيرة سكنتها تاريخيًا، وأخرى هُجّرت إليها بعد النكبة.
يسكن الأهالي عن أطراف خربة الوطن، أمّا الأراضي المفتوحة فتقع في منتصف القرية، كأنّ البيوت تحمي مخزونها من الأرض الزراعية. معظم الأهالي في خربة الوطن يملك مستندات تاريخية تثبت ملكيته للأرض، وحتى من لا يملك أوراقًا تركية أو بريطانية، "فالأرض في قرى النقب مسلوبة الاعتراف متعارف عليها بالشبر بشهادة الأهالي، لم يعتدِ أحد على أرض أحد يومًا، والأرض أغلى من النفس"، كلها جمل ذكرها الأهالي المعتصمون في أرض السيد قاسم أبو رقيق.
يوجد في القرية مقبرة  وقد أُقيمت قبل عام 1948، كما يوجد عدّة آبار مياه والتي تخدم سكّان القرية حتّى يومنا هذا.
تتعرّض بيوت القرية لعمليّات هدم متكرّرة، و هناك أوامر هدم عديدة موزّعة على البيوت في القرية. سكّان القرية يقترحون اقتراحين للاعتراف بها: الأوّل- توسيع نفوذ قرية السيّد المجاورة لتشملهم، و الثاني-الاعتراف بالقرية كقرية زراعيّة مستقلّة.
في السنوات (2015-2019) وخاصّة بعد استلام المدعوّ أوري أريئيل ملفّ سلطة عرب النقب وفي فترته ازدادت وتيرة هدم البيوت ومصادرة الأراضي وأوامر الإخلاء وظهرت مخطّطات تهدف الى هدم البيوت كمخطّط الكيرن كييمت، مخطّط شارع 6، مخطّط منجم الفوسفات، مخطّط الكرفانات، مخطّط أنابيب النفط، مخطّط إقامة مستوطنات جديدة على أراضي النقب وغير ذلك من المخطّطات التي تهدف إلى مصادرة أراضي الأهل في النقب.
استطاعت اللجنة المحلّيّة بالتعاون مع أهالي القرية والمنطقة إفشال مخطّط التشجير من أجل التهجير الذي كان ينوي مصادرة 40 ألف دونم من دونمات الأهل في النقب فقد توقّف هذا المخطّط الخبيث عند حدود القرية وحين أرادت دائرة أراضي إسرائيل الانتقال إلى قرية الرويس المجاورة استنسخ الأهل هناك تجربة خربة الوطن فبنوا خيمة اعتصام وانتخبوا لجنة محلّيّة والتحموا مع الأهل والمجلس الإقليميّ وكلّ القوى الفاعلة في مواجهة هذا المخطّط. 